# CIC Mont Ventoux
Mont Ventoux Dénivelé Challenge (2019–2022) eller CIC – Mont Ventoux (sedan 2023) är ett franskt endags linjelopp i landsvägscykling som sedan 2019 avhålls i juni, dagen efter avslutningen av Critérium du Dauphiné och tre veckor före Tour de France. Loppet startar i Vaison-la-Romaine och har mål vid (femton meter under) toppen av det 1909 meter höga Mont Ventoux (24,5 km med 4,9 %, de sista 6,1 km med 7,8 %), men rutten dit har varierat. Det inkluderades i UCI Europe Tour (kategoriserat som 1.1) från första året och flyttades upp till UCI ProSeries (1.Pro) 2023.
2022 startades även ett lopp för damer, men det ställdes in det följande året på grund av finansiella problem.
2024 ställdes tävlingen in på grund av att den olympiska facklan fördes genom området.

## Podieplaceringar
| År   | Vinnare            | Tvåa            | Trea             |
| ---- | ------------------ | --------------- | ---------------- |
| 2019 | Jesús Herrada      | Romain Bardet   | Rein Taaramäe    |
| 2020 | Aleksandr Vlasov   | Richie Porte    | Guillaume Martin |
| 2021 | Miguel Ángel López | Óscar Rodríguez | Enric Mas        |
| 2022 | Ruben Guerreiro    | Esteban Chaves  | Michael Storer   |
| 2023 | Lenny Martinez     | Michael Woods   | Simon Carr       |
| 2025 |                    |                 |                  |

| År   | Vinnare       | Tvåa             | Trea        |          |
| ---- | ------------- | ---------------- | ----------- | -------- |
| 2022 | Marta Cavalli | Clara Koppenburg | Évita Muzic |          |
| 2023 | inställt      | inställt         | inställt    | inställt |